# Lip★Crash
Lip★Crash（リップクラッシュ）は、日本の女性2人組ダンス＆ボーカルユニット。

## メンバー
峰舞子（みね まいこ、5月15日 - ）
出身：広島
職業：歌手、ダンサー
血液型：O型
愛称：エロ酔っ払イイ(または偉大なる酔っ払い)
ソロではEDEN（大阪）にて活動中(活休)
THE NOVA FABULA、RamRed（脱退）
水之樹千菜（みずのぎ せな、1990年7月26日 - ）
出身：大阪
職業：アイドル、歌手、ダンサー
血液型：A型
愛称：エロ番長
ソロではnAked+のボーカル（活動休止）
アイドルユニット「フリーサイズ」(2015年9月21日解散)
ラブライブコピーユニット「SC:REVO!!」(2016年5月17日解散)

## エピソード
大阪の専門学校の同級生でユニットを結成。
2人共、倖田來未の大ファンである。
ライブ楽曲は倖田來未、アニソン、J-POP、EDEN、RamRedのカバーを使用。
衣装はコスプレやセクシーな衣装が多い。
コンセプト＆キャッチフレーズは Sexy×Rock = E-ROCK(エロック)
2013年3月に峰舞子が大阪から上京。活動拠点を東京にした。それまで単発のライブが多かったが2014年5月よりLip★Crashとして本始動
2015年7月から拠点を再度大阪に移しEDENとして活動（峰舞子）
2015年7月20日生誕以降のライブ活動縮小（水之樹千菜）

## 来歴
2009年
- 5月、ダンス＆ボーカルユニットLip★Crash結成。活動開始

2010年
- 7月31日、堺市「堺大魚夜市」に出演[1]

- 8月1日、堺イベント出演[1]

- 8月7日、堺イベント出演[1]

- 8月22日、心斎橋Club DONFLEX「BeatPark Vol.11」出演[1]

- 8月28日、堺市「堺大魚夜市」に出演[1]

- 9月5日、梅田AKASO「BLACKJAM」出演[1]

- 10月7日、北堀江club vijon「one flow」出演[1]

- 10月9日、深江浜ZINK「HAPPY SOURCE vol.15」出演[1]

2011年
- 4月1日、北堀江club vijon 「SPACE MONSTER vol．6」に出演[2]

- 4月2日、南堀江CLUB DROP 【Dance Collection】 ～All Genre Editon～に出演[3]

- 5月14日、恵比寿ダンスコンテスト出場

- 7月8日、アメ村Fanj twice「世史久祭り9 ～大阪ドドスコベイベーナイト～」に出演[4]

- 10月9日、深江浜ZINK「HAPPY SOURCE vol.15 」に出演[5]

2012年
- 4月29日、深江浜ZINK「HAPPY SOURCE vol.18 」に出演[6]

- 8月31日、北堀江club vijon 「SPACE MONSTER vol.11」に出演[7]

- 10月7日、深江浜ZINK「HAPPY SOURCE vol.20 」に出演[8]

2014年
- 5月15日、大塚Hearts+「EDENまいまいバースデーライブ★☆バカ騒ぎ大会☆今日は祭りだ！パーティだ＼(^o^)／」に出演[9]

- 6月18日、東中野music shed YES「YES!☆FRIDAY-COLLECTION」に出演[10]

- 7月24日、池袋Dot「I.D.O.T～DotRockOn ver.6.0～」に出演[11]

- 8月2日、池袋RUIDO K3「水之樹千菜～Happy Summer Birthday祭りだ祭りだワッショイワッショイ*\(^o^)/*～」に出演[12]

- 9月11日、四谷Live in magic「～ライブアイドル最前線～」出演[13]

- 9月27日、渋谷o-nest「きまぐれアイドル☆ロード」出演[14]

- 9月29日、オウチーノダンスコンテストのオリジナル部門、完コピ部門にエントリー。[15][16]入賞は逃した。

- 10月26日、秋葉原ドラッグ＆カフェ「10月だ！！アキドラアイドルLIVE vol.14」出演[17]

- 10月29日、池袋Dot「I.D.O.T～DotRockOn ver7.0～」に出演[18]

- 11月17日、大塚Hearts+にて「Thank you☆☆☆”また逢えるその日まで”」出演。舞子のバンドRamRedも同時に出演[19]

- 11月23日、千葉某所にて企業パーティーにゲスト出演[20]

- 11月29日、吉祥寺CLUB SEATAにて「Music Power Legend 2014Autumn 」出演[21]

- 12月19日、吉祥寺CLUB SEATAにて「ANISON  SPIRIT vol.５」出演[22]

2015年
- 1月4日、浅草ROXにて「まつり湯歌謡ショー」出演[23]

- 1月24日、新小岩東京天然温泉古代の湯「1月歌謡ショー」昼、夜の2ステージに出演[24]

- 1月26日、大塚Hearts+「アイドルカクテル Day3 」に出演。MCにて同年5月15日、大塚Hearts+にて峰舞子BDライブ開催を発表。[25]

- 2月16日、大塚Hearts+「Girls Don't Cry ～バレンタインMIX～」に出演[26]

- 3月1日、渋谷RUIDO K2「Artispark Vol.88」に出演[27]

- 3月14日、渋谷RUIDO K2「ANISON  SPIRIT vol.6 」に出演[28]

- 3月28日、渋谷J-pop cafe「Voice Planet ～あいどるMIX himeka☆生誕祭編～」出演[29]

- 3月29日、FM NACK5(79.5Mhz FM)「i Meet Up！」Lip★Crashとして初のFMラジオ出演[30]

- 4月7日、大塚Deepa「Voice Planet IN Deepa 」に出演

- 4月21日、西川口Hearts「アイドル☆ハニーナイツ vol.1」に出演

- 5月15日、大塚Hearts+にて「☆まいまいBDライブ☆～夢の中へようこそ～」峰舞子生誕祭を開催[31]

- 6月3日、池袋RUIDO K3にて「天河ゆうPresents『hair make live 2015 in K3』」に出演[32]

- 7月15日、渋谷UNDER DEER LOUNGE「AFTER FIVE」に出演。

- 7月20日、渋谷REXにて「水之樹千菜バースデー主催ライブ『Last Birthday LIVE』」に出演。水之樹千菜生誕祭を開催[33]

2016年
- 5月15日、西天満 LIVEHOUSE Dにて『☆EDENまいまいBDparty☆』に出演[34]